# Dynaspidiotus tener
Dynaspidiotus tener är en insektsart som först beskrevs av Bazarov och Shmelev 1967.  Dynaspidiotus tener ingår i släktet Dynaspidiotus och familjen pansarsköldlöss. Inga underarter finns listade i Catalogue of Life.